# Chamaedorea
Chamaedorea is een geslacht uit de palmenfamilie (Arecaceae). De soorten komen voor tussen Mexico in het noorden en Brazilië en Bolivia in het zuiden.  

## Soorten
- Chamaedorea adscendens (Dammer) Burret
- Chamaedorea allenii L.H.Bailey
- Chamaedorea alternans H.Wendl.
- Chamaedorea amabilis H.Wendl. ex Dammer
- Chamaedorea anemophila Hodel
- Chamaedorea angustisecta Burret
- Chamaedorea arenbergiana H.Wendl.
- Chamaedorea atrovirens Mart.
- Chamaedorea benziei Hodel
- Chamaedorea binderi Hodel
- Chamaedorea brachyclada H.Wendl.
- Chamaedorea brachypoda Standl. & Steyerm.
- Chamaedorea carchensis Standl. & Steyerm.
- Chamaedorea castillo-montii Hodel
- Chamaedorea cataractarum Mart.
- Chamaedorea christinae Hodel
- Chamaedorea correae Hodel & N.W.Uhl
- Chamaedorea costaricana Oerst.
- Chamaedorea crucensis Hodel
- Chamaedorea dammeriana Burret
- Chamaedorea deckeriana (Klotzsch) Hemsl.
- Chamaedorea deneversiana Grayum & Hodel
- Chamaedorea elatior Mart.
- Chamaedorea elegans Mart.
- Chamaedorea ernesti-augusti H.Wendl.
- Chamaedorea falcifera H.E.Moore
- Chamaedorea foveata Hodel
- Chamaedorea fractiflexa Hodel & Cast.Mont
- Chamaedorea fragrans Mart.
- Chamaedorea frondosa Hodel, Cast.Mont & Zúñiga
- Chamaedorea geonomiformis H.Wendl.
- Chamaedorea glaucifolia H.Wendl.
- Chamaedorea graminifolia H.Wendl.
- Chamaedorea guntheriana Hodel & N.W.Uhl
- Chamaedorea hodelii Grayum
- Chamaedorea hooperiana Hodel
- Chamaedorea ibarrae Hodel
- Chamaedorea incrustata Hodel, G.Herrera & Casc.Mont
- Chamaedorea keelerorum Hodel & Cast.Mont
- Chamaedorea klotzschiana H.Wendl.
- Chamaedorea latisecta (H.E.Moore) A.H.Gentry
- Chamaedorea lehmannii Burret
- Chamaedorea liebmannii Mart.
- Chamaedorea linearis (Ruiz & Pav.) Mart.
- Chamaedorea lucidifrons L.H.Bailey
- Chamaedorea macrospadix Oerst.
- Chamaedorea matae Hodel
- Chamaedorea metallica O.F.Cook ex H.E.Moore
- Chamaedorea microphylla H.Wendl.
- Chamaedorea microspadix Burret
- Chamaedorea moliniana Hodel, Cast.Mont & Zúñiga
- Chamaedorea murriensis Galeano
- Chamaedorea nationsiana Hodel & Cast.Mont
- Chamaedorea neurochlamys Burret
- Chamaedorea nubium Standl. & Steyerm.
- Chamaedorea oblongata Mart.
- Chamaedorea oreophila Mart.
- Chamaedorea pachecoana Standl. & Steyerm.
- Chamaedorea palmeriana Hodel & N.W.Uhl
- Chamaedorea parvifolia Burret
- Chamaedorea parvisecta Burret
- Chamaedorea pauciflora Mart.
- Chamaedorea pedunculata Hodel & N.W.Uhl
- Chamaedorea pinnatifrons (Jacq.) Oerst.
- Chamaedorea piscifolia Hodel, G.Herrera & Casc.
- Chamaedorea pittieri L.H.Bailey
- Chamaedorea plumosa Hodel
- Chamaedorea pochutlensis Liebm.
- Chamaedorea ponderosa Hodel
- Chamaedorea pumila H.Wendl. ex Dammer
- Chamaedorea pygmaea H.Wendl.
- Chamaedorea queroana Hodel
- Chamaedorea radicalis Mart.
- Chamaedorea recurvata Hodel
- Chamaedorea rhizomatosa Hodel
- Chamaedorea ricardoi R.Bernal, Galeano & Hodel
- Chamaedorea rigida H.Wendl. ex Dammer
- Chamaedorea robertii Hodel & N.W.Uhl
- Chamaedorea rojasiana Standl. & Steyerm.
- Chamaedorea rosibeliae Hodel, G.Herrera & Casc.
- Chamaedorea rossteniorum Hodel, G.Herrera & Casc.
- Chamaedorea sartorii Liebm.
- Chamaedorea scheryi L.H.Bailey
- Chamaedorea schiedeana Mart.
- Chamaedorea schippii Burret
- Chamaedorea seifrizii Burret
- Chamaedorea selvae Hodel
- Chamaedorea serpens Hodel
- Chamaedorea simplex Burret
- Chamaedorea skutchii Standl. & Steyerm.
- Chamaedorea smithii A.H.Gentry
- Chamaedorea stenocarpa Standl. & Steyerm.
- Chamaedorea stolonifera H.Wendl. ex Hook.f.
- Chamaedorea stricta Standl. & Steyerm.
- Chamaedorea subjectifolia Hodel
- Chamaedorea tenerrima Burret
- Chamaedorea tepejilote Liebm.
- Chamaedorea tuerckheimii (Dammer) Burret
- Chamaedorea undulatifolia Hodel & N.W.Uhl
- Chamaedorea verapazensis Hodel & Cast.Mont
- Chamaedorea verecunda Grayum & Hodel
- Chamaedorea volcanensis Hodel & Cast.Mont
- Chamaedorea vulgata Standl. & Steyerm.
- Chamaedorea warscewiczii H.Wendl.
- Chamaedorea whitelockiana Hodel & N.W.Uhl
- Chamaedorea woodsoniana L.H.Bailey
- Chamaedorea zamorae Hodel

... · 
Acanthophoenix · 
Acoelorrhaphe · 
Acrocomia · 
Actinokentia · 
Actinorhytis · 
Adonidia · 
Aiphanes · 
Allagoptera · 
Alloschmidia · 
Ammandra · 
Aphandra · 
Archontophoenix · 
Areca · 
Arenga · 
Asterogyne · 
Astrocaryum · 
Attalea · 
Balaka · 
Bactris · 
Barcella · 
Basselinia · 
Beccariophoenix · 
Bentinckia · 
Bismarckia · 
Borassodendron · 
Borassus · 
Brahea · 
Brassiophoenix · 
Brongniartikentia · 
Burretiokentia · 
Butia · 
Calamus · 
Calospatha · 
Calyptrocalyx · 
Calyptrogyne · 
Calyptronoma · 
Campecarpus · 
Carpentaria · 
Carpoxylon · 
Caryota · 
Ceratolobus · 
Ceroxylon · 
Chamaedorea · 
Chamaerops · 
Chambeyronia · 
Chelyocarpus · 
Chuniophoenix · 
Clinosperma · 
Clinostigma · 
Coccothrinax · 
Cocos · 
Colpothrinax · 
Copernicia · 
Corypha · 
Cryosophila · 
Cyphokentia · 
Cyphophoenix · 
Cyphosperma · 
Cyrtostachys · 
Daemonorops · 
Deckenia · 
Desmoncus · 
Dictyocaryum · 
Dictyosperma · 
Dransfieldia · 
Drymophloeus · 
Dypsis · 
Elaeis · 
Eleiodoxa · 
Eremospatha · 
Eugeissona · 
Euterpe · 
Euterpe · 
Gaussia · 
Guihaia · 
Hedyscepe · 
Hemithrinax · 
Heterospathe · 
Howea · 
Hydriastele · 
Hyophorbe · 
Hyospathe · 
Hyphaene · 
Iguanura · 
Iriartella · 
Itaya · 
Johannesteijsmannia · 
Juania · 
Jubaea · 
Jubaeopsis · 
Kentiopsis · 
Livistona · 
Lodoicea · 
Mauritia · 
Medemia · 
Metroxylon · 
Nannorrhops · 
Nypa · 
Phoenix · 
Raphia · 
Ravenea · 
Rhapis · 
Rhopalostylis · 
Roystonea · 
Sabal · 
Salacca · 
Serenoa · 
Syagrus · 
Tahina · 
Trachycarpus · 
Trithrinax · 
Washingtonia · 
Wodyetia · 
...